# (6849) 1979 MX6
(6849) 1979 MX6 (1979 MX6, 1987 UB4, 1990 OW4) — астероїд головного поясу, відкритий 25 червня1979 року.
Тіссеранів параметр щодо Юпітера — 3.533.